# スウェットスーツ
スウェットスーツ（sweat suits）とは一般にトレーナースーツと呼ばれる、スウェットシャツとスウェットパンツの上下組である。

## 用途
- トレーニングウェアに近い用途で、軽い運動用。また、防寒用。学校によっては体操着にも使われる。
- 寝巻きとして。
- 部屋着・家事・軽作業などに使われる。
- トレーニングウェアと同様、刑務所・拘置所・少年院・少年鑑別所・児童相談所などで用いられる。